# Effectifs du tournoi féminin de rugby à sept aux Jeux olympiques d'été de 2016
Cette page contient la liste de toutes les équipes et leurs joueuses participant au tournoi féminin de rugby à sept aux Jeux olympiques d'été de 2016.

## Groupe A

### Australie
| Arrières | Arrières          | Avants | Avants          |
| -------- | ----------------- | ------ | --------------- |
| 3        | Nicole Beck       | 1      | Shannon Parry   |
| 5        | Emma Tonegato     | 2      | Sharni Williams |
| 6        | Evania Pelite     | 4      | Gemma Etheridge |
| 7        | Charlotte Caslick | 8      | Chloe Dalton    |
| 10       | Alicia Quirk      | 9      | Amy Turner      |
| 11       | Emilee Cherry     |        |                 |
| 12       | Ellia Green       |        |                 |

Entraîneur principal : Tim Walsh

### Colombie
| Arrières | Arrières            | Avants | Avants             |
| -------- | ------------------- | ------ | ------------------ |
| 2        | Nathalie Marchino   | 1      | Nicole Acevedo     |
| 4        | Khaterinne Medina   | 3      | Alejandra Betancur |
| 6        | Isabel Romero       | 5      | Ana Ramírez        |
| 8        | Solangie Delgado    | 7      | Estefanía Ramírez  |
| 9        | Camila Lopera       | 10     | Guadalupe López    |
| 11       | Sharon Acevedo      |        |                    |
| 12       | Laura González (en) |        |                    |

Entraîneur principal : Laurent Palau

### États-Unis
| Arrières | Arrières          | Avants | Avants          |
| -------- | ----------------- | ------ | --------------- |
| 4        | Alev Kelter       | 1      | Jillion Potter  |
| 5        | Bui Baravilala    | 2      | Kelly Griffin   |
| 6        | Lauren Doyle      | 3      | Kathryn Johnson |
| 7        | Victoria Folayan  | 8      | Carmen Farmer   |
| 10       | Richelle Stephens | 9      | Joanne Fa'avesi |
| 11       | Ryan Carlyle      |        |                 |
| 12       | Jessica Javelet   |        |                 |

Entraîneur principal : Richie Walker

### Fidji
| Arrières | Arrières         | Avants | Avants        |
| -------- | ---------------- | ------ | ------------- |
| 3        | Raijieli Daveau  | 1      | Litia Naiqato |
| 4        | Asena Rokomarama | 2      | Merewai Cumu  |
| 7        | Rusila Nagasau   | 5      | Timaima Tamoi |
| 8        | Lavenia Tinai    | 6      | Rebecca Tavo  |
| 9        | Ana Maria Roqica | 13     | Jiowana Sauto |
| 10       | Viniana Riwai    |        |               |
| 11       | Luisa Tisolo     |        |               |
| 12       | Timaima Ravisa   |        |               |

Réserviste : Jiowana Sauto rejoint l'équipe le troisième jour en raison de la blessure de Daveau.
Entraîneur principal : Chris Cracknell

## Groupe B

### Espagne
| Arrières | Arrières        | Avants | Avants            |
| -------- | --------------- | ------ | ----------------- |
| 4        | Patricia García | 1      | Berta García      |
| 7        | Bárbara Pla     | 2      | Paula Medín       |
| 9        | María Casado    | 3      | Ángela del Pan    |
| 10       | Vanesa Rial     | 5      | Marina Bravo      |
| 11       | Iera Echevarría | 6      | Elisabet Martínez |
|          |                 | 8      | Amaia Erbina      |
|          |                 | 12     | María Ribera      |

Entraîneur principal : José Antonio Barrio

### France
Sélection :
- Audrey Amiel
- Pauline Biscarat
- Camille Grassineau
- Lina Guérin
- Elodie Guiglion
- Fanny Horta
- Caroline Ladagnous
- Jade Le Pesq
- Marjorie Mayans
- Rose Thomas
- Jennifer Troncy
- Jessy Trémoulière

Entraîneur principal : David Courteix

### Kenya
| Arrières | Arrières                   | Avants | Avants                 |
| -------- | -------------------------- | ------ | ---------------------- |
| 4        | Rachael Adhiambo Mbogo     | 1      | Stacy Awour Otieno     |
| 5        | Linet Arasa                | 2      | Janet Awuor Awino      |
| 7        | Doreen Remour Nziwa        | 3      | Sheila Kavugwe Chajira |
| 8        | Janet Musindalo Okelo      | 6      | Camilyne Oyuayo        |
| 9        | Irene Awino Otieno         | 12     | Philadelphia Olando    |
| 10       | Catherine Awino Abilla     |        |                        |
| 11       | Celestine Navalayo Masinde |        |                        |

Entraîneur principal : Michael Mulima

### Nouvelle-Zélande
| Arrières | Arrières            | Avants | Avants           |
| -------- | ------------------- | ------ | ---------------- |
| 6        | Gayle Broughton     | 1      | Ruby Tui         |
| 7        | Tyla Nathan-Wong    | 2      | Shakira Baker    |
| 8        | Kelly Brazier       | 3      | Terina Te Tamaki |
| 10       | Theresa Fitzpatrick | 4      | Niall Williams   |
| 11       | Portia Woodman      | 5      | Sarah Goss       |
| 12       | Kayla McAlister     | 9      | Huriana Manuel   |

Entraîneur principal : Sean Horan

## Groupe C

### Brésil
| Arrières | Arrières        | Avants | Avants                     |
| -------- | --------------- | ------ | -------------------------- |
| 4        | Edna Santini    | 1      | Juliana Esteves dos Santos |
| 5        | Paula Ishibashi | 2      | Luiza Campos               |
| 6        | Tais Balconi    | 3      | Júlia Sardá                |
| 7        | Haline Scatrut  | 8      | Beatriz Futuro Muhlbauer   |
| 10       | Raquel Kochhann | 9      | Amanda Araújo              |
| 11       | Isadora Cerullo | 13     | Mariana Barbosa Ramalho    |
| 12       | Cláudia Teles   |        |                            |

Réserviste : Mariana Barbosa Ramalho rejoint l'équipe après le premier jour de compétition en raison de la blessure de Sardá.
Entraîneur principal: Chris Neill

### Canada
| Arrières | Arrières         | Avants | Avants              |
| -------- | ---------------- | ------ | ------------------- |
| 1        | Brittany Benn    | 3      | Karen Paquin        |
| 2        | Kayla Moleschi   | 4      | Kelly Russell       |
| 5        | Ashley Steacy    | 7      | Jen Kish            |
| 6        | Charity Williams | 11     | Natasha Watcham-Roy |
| 8        | Bianca Farella   |        |                     |
| 9        | Ghislaine Landry |        |                     |
| 10       | Hannah Darling   |        |                     |
| 12       | Megan Lukan      |        |                     |

Entraîneur principal : John Tait

### Grande-Bretagne
| Arrières | Arrières          | Avants | Avants           |
| -------- | ----------------- | ------ | ---------------- |
| 1        | Claire Allan      | 2      | Abbie Brown      |
| 3        | Alice Richardson  | 6      | Katy McLean      |
| 4        | Emily Scarratt    | 7      | Heather Fisher   |
| 5        | Danielle Waterman | 12     | Amy Wilson-Hardy |
| 8        | Emily Scott       |        |                  |
| 9        | Natasha Hunt      |        |                  |
| 10       | Joanne Watmore    |        |                  |
| 11       | Jasmine Joyce     |        |                  |

Entraîneur principal : Simon Middleton

### Japon
| Arrières | Arrières         | Avants | Avants           |
| -------- | ---------------- | ------ | ---------------- |
| 1        | Chiharu Nakamura | 3      | Noriko Taniguchi |
| 7        | Marie Yamaguchi  | 4      | Mio Yamanaka     |
| 9        | Mifuyu Koide     | 5      | Ayaka Suzuki     |
| 10       | Yume Okuroda     | 6      | Ano Kuwai        |
| 11       | Yuka Kanematsu   | 8      | Chisato Yokoo    |
| 2        | Makiko Tomita    | 12     | Kana Mitsugi     |
|          |                  | 13     | Aya Takeuchi     |

Réserviste : Aya Takeuchi rejoint l'équipe après le premier jour de compétition en raison de la blessure de Tomita.
Entraîneur principal : Keiko Asami